# 臺中市東勢區東勢國民小學
24°15′31″N 120°49′50″E / 24.258652°N 120.830468°E
臺中市東勢區東勢國民小學（簡稱東勢國小）是臺中市東勢區的一所國民小學，其前身是臺灣日治時期1898年設立的臺中國語傳習所東勢角分教場及後續的東勢公學校、東勢女子公學校，是東勢地區最早的學校，至今歷史超過百年。
東勢國小南側的3棟日式宿舍在2010年被登錄為臺中縣歷史建築，並在2018年修復完工，目前作為東勢國小校史室、臺中客家故事館。

## 校史
東勢公學校最初是1898年4月12日設立在東勢泰安宮的「臺中國語傳習所東勢角分教場」，在同年5月12日開所，然而國語傳習所制度在9月底廢止改為公學校，於是同年10月1日設立「東勢角公學校」，且學校遷到東勢巧聖仙師祖廟。由於學生數逐漸增加，部分學生自1903年至文昌廟上課。1909年4月，學校遷到新校舍（今中盛巷附近）。1912年8月16日，校舍因受到颱風災害損毀，學生改至鄰近廟宇上課。1913年11月，學生遷回已部分完工的新校舍。1917年4月1日，東勢角公學校內設立「東勢角公學校女子分校」，在1920年4月1日改為「東勢角女子公學校」，並在之後遷到東勢316番地（今第二、三橫街之間）。1921年5月19日，東勢角公學校改稱「東勢公學校」，「東勢角女子公學校」改稱「東勢女子公學校」。1938年4月1日，東勢公學校遷到東側新校地，與原校地隔東勢本圳（今三民路）相鄰，東勢女子公學校則被裁撤併入東勢公學校。1941年4月1日，東勢公學校改稱「東勢東國民學校」。
二戰後，東勢東國民學校改為「東勢第一國民學校」，西側的舊校地在1946年規劃作為「東勢初級中學」(1959年遷到東勢國中現址)。1951年，設立「石角分班」（今石角國小）。1953年11月，校名改為「東勢國民學校」。1958年，設立「中科分班」（今中科國小）。1968年8月，學校因九年國民教育實施而改稱「東勢國民小學」。1999年的921大地震造成校舍損毀，由慈濟功德會援助興建的校舍在2002年底落成。

## 文化資產
東勢國小南側的日式宿舍是東勢公學校教職員官舍，是東勢地區少數保留的日式宿舍，其外觀為和洋折衷樣式，兼具日本及西洋之特色。建材為檜木，且結構在地震後仍保存良好。屋頂使用日本瓦，其外觀型態為包含了「寄棟式」、「切妻式」屋頂。外牆主要採用日式壓椽雨淋板，而背面突出部分則採西式雨淋板。門窗多採日式作法，但以玻璃之水平拉門、窗取代傳統的紙障子，廚房旁的入口則使用西式單開門。基座在外部為架高之透空地板，內部為實體基牆。東勢公學校宿舍在2010年因住戶搬出而學校報拆在案，在經地方文史工作者申請保存後，在同年被登錄為臺中縣歷史建築。另外，此宿舍原有5棟，有2棟在登錄為文化資產前已燒毀。

## 備註
1. ↑  東勢尋常高等小學校改稱「東勢國民學校」，現址是臺中市東勢區東新國民小學。